# 牵涉痛
牵涉痛（referred pain），也被称为反射痛，是指感知到的疼痛位于不同于疼痛刺激部位的情况。由心肌梗死（心脏病发作）引起的心绞痛是一个典型的例子：病人通常在左颈部、左肩和背部，而不是在胸部（胸腔）——即受伤部位，感觉到疼痛。自19世纪80年代末以来就有对牵涉痛有所描述，有多位作者对此进行了不同的定义，国际疼痛研究协会尚未正式定义这一术语。尽管关于这一主题的文献越来越多、已有数种假说被提出，牵涉性疼痛的生物机制仍尚不清楚。
放射痛（Radiating pain）与牵涉痛略有不同。与心肌梗死相关的疼痛可能是牵涉痛或从胸部放射出来的疼痛。牵涉性疼痛是指疼痛位于受累器官的远处或附近，放射性疼痛则有一个起点，患者可以感知到疼痛的起源，疼痛会从这个起点向外扩散（“放射”），使疼痛感知的范围扩大。

## 特性
- 牵涉痛的强度与持续/诱发疼痛的强度和持续时间有关。[1]
- 时间总和是产生牵涉肌痛的有效机制。[1]
- 中枢性过度兴奋对牵涉痛的程度很重要。[1]
- 慢性肌肉骨骼疼痛患者在实验刺激下所指疼痛区域扩大。牵涉肌痛的近端扩散见于慢性肌肉骨骼疼痛患者，很少见于健康个体。[1]
- 牵涉痛通常发生在身体的同一侧，但并非总是如此[2]